# Мелюх, Андрей Фёдорович
Андрей Фёдорович Мелюх (род. 23 января 1977, Калуга-Соловьёвка, Канашевское сельское поселение, Красноармейский район, Челябинская область, РСФСР, СССР) — российский серийный убийца и грабитель, совершивший в период с 2000 по 2002 год 10 убийств и 6 покушений на пенсионерок с целью завладения их имуществом.

## Биография

### Жизнь до убийств
Родился в 1977 году в селе Калуга-Соловьёвка (Челябинская область). Рос в социально неблагополучной обстановке. Его отец Фёдор Мелюх был неоднократно судим за имущественные преступления, а мать страдала алкогольной зависимостью. Воспитывался в интернате. В 1996 году совершил разбойное нападение на пенсионерку, за что в 1997 году был осуждён на 3 года лишения свободы, которые он полностью отбыл, выйдя на свободу в 2000 году.

### Убийства
Выйдя на свободу, Мелюх не смог найти достойную работу и продолжил совершать систематические разбойные нападения на пожилых женщин. Нападения совершал всегда в светлое время суток, высматривая своих жертв на рынке. Жертвами преступника становились пенсионерки, у которых в руках были сумки с продуктами. Все свои нападения Мелюх совершал по одной и той же схеме: высматривал на рынке потенциальную жертву, следил за ней до дома, незаметно проникал в подъезд и сзади наносил удар кирпичом по голове, после чего забирал их вещи. Нескольким жертвам Мелюха удалось выжить, но запомнить приметы нападавшего они не смогли.
Мелюх совершает нападение на Эллу Дергачёву. Добыча, которой удалось разжиться преступнику, составила 3000 рублей. В сентябре 2001 года преступник совершил нападение на 77-летнюю Ирину Круглову. Добычей разбойника стали 100 рублей. Врачам не удалось её спасти. 3 октября 2001 года совершил ограбление 79-летней Серафимы Бондарь. Мелюх забрал килограмм яблок и 20 рублей. В этот же день Мелюх совершил убийство 60-летней Людмилы Мироновой по аналогичному сценарию, забрав сумку с продуктами. 12 октября 2001 года была убита Раиса Бузуева — мать начальника челябинского УВД Игоря Бузуева. 16 ноября 2001 года Мелюх убил заслуженного преподавателя 86-летнюю Лию Майзель, добыча преступника составила 200 рублей. К расследованию подключилась областная прокуратура. В городе началась моральная паника. Вскоре преступник совершает нападение на 70-летнюю Надежду Елизарову. Она рассказала сыщикам, что человек, напавший на неё, был в камуфляжной куртке. Оперативники дежурили на Челябинском вокзале и проверяли всех мужчин, одетых в камуфляжную форму.

### Арест, следствие и суд
8 февраля 2002 года совершил покушение на 75-летнюю Павлу Шлыкову. После удара кирпичом по голове она не потеряла сознание, смогла выбраться из подъезда и позвать на помощь. В тот же день Мелюх был задержан. При задержании оказал активное сопротивление. В отделении МВД Челябинска он дал признательные показания.
По результатам судебно-психиатрической экспертизы Мелюх был признан вменяемым как в период совершения преступлений, так и в период предварительного следствия. Неожиданно на суде преступник отказался от своих показаний, заявив, что его показания были даны под давлением, и признал себя виновным лишь в нескольких грабежах. Но ему это не помогло.
14 ноября 2002 года Челябинский областной суд приговорил Андрея Мелюха к пожизненному лишению свободы с отбыванием наказания в исправительной колонии особого режима и компенсации потерпевшим и родственникам убитых. Верховный суд России оставил приговор без изменения. Мелюх был этапирован в ИК-6 «Чёрный дельфин» в городе Соль-Илецк Оренбургской области.

## В массовой культуре
- Документальный фильм «Охотник за одуванчиками» из цикла «Цена любви» (2004)
- Документальный фильм «Старики и разбойник» из цикла «Вне закона» (2006)